# Горбач, Михаил Иванович
Михаил Иванович Горбач (укр. Михайло Іванович Горбач, 19 ноября 1929 год, село Сергеевка) — передовик сельскохозяйственного производства, комбайнёр колхоза имени «Правды» Прилукского района Черниговской области, Украинская ССР. Герой Социалистического Труда (1966). Депутат Верховного Совета УССР 7 — 9 созывов.

## Биография
Родился 19 ноября 1929 года в крестьянской семье в селе Сергеевка (сегодня — Прилукский район Черниговской области).
С 1946 года — комбайнёр Яблуневской МТС Прилукского района Черниговской области. Служил в Красной Армии. Получил среднее специальное образование. Окончил Дегтяревское ПТУ Сребнянской района Черниговской области.
С 1958 года — комбайнёр колхоза имени «Правды» Прилукского района. В 1966 году удостоен звания Героя Социалистического Труда за выдающиеся трудовые достижения.
Избирался депутатом Верховного Совета УССР 7 — 9 созывов.
После выхода на пенсию проживает в селе Сергеевцы Прилукского района.

## Награды
- Герой Социалистического Труда — указом Президиума Верховного Совета от 23 июня 1966 года
- Орден Ленина
- Орден Знак Почёта